# Procés de gelatina d'argent

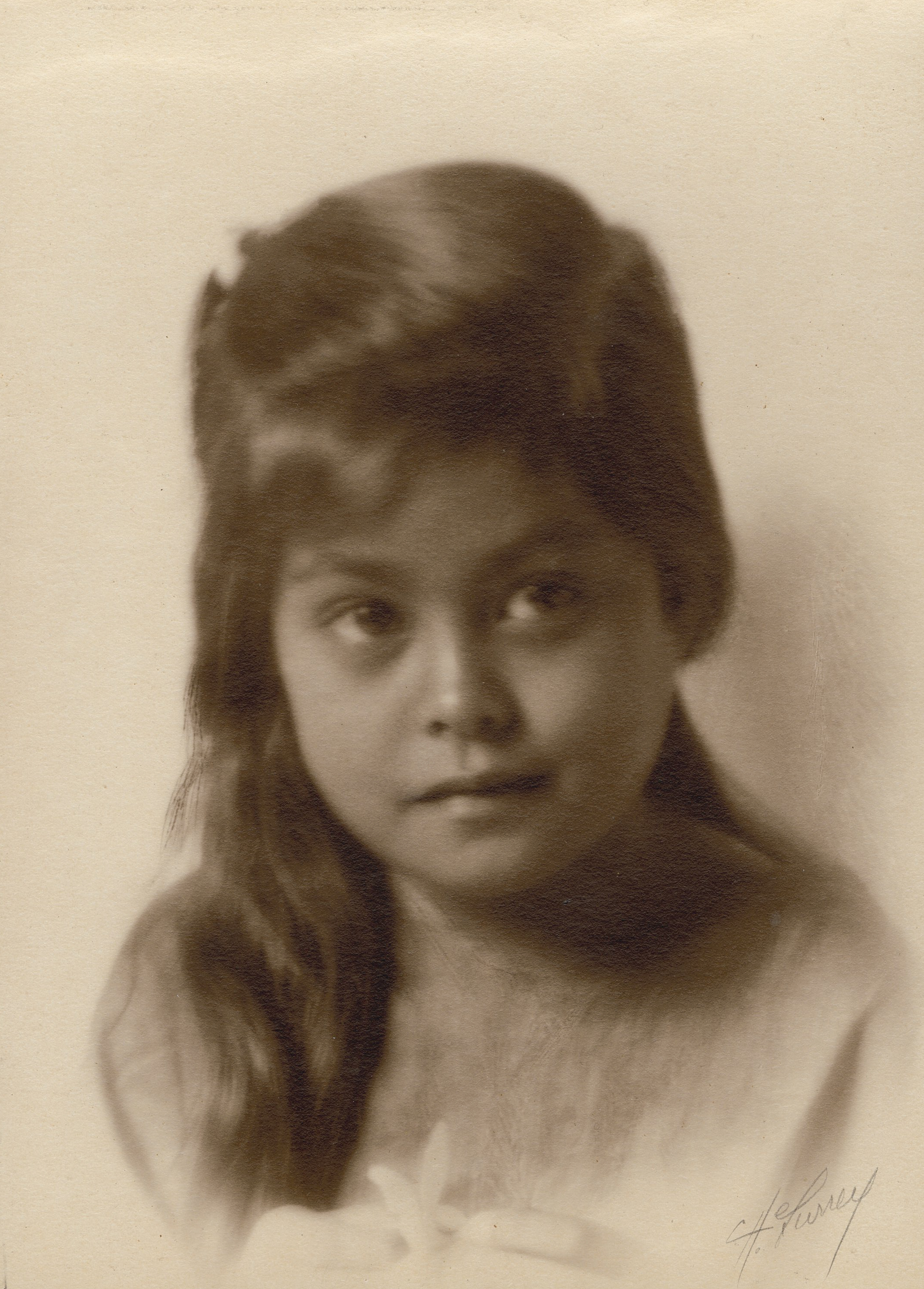
Una impressió en gelatina de plata d'una noia hawaiana

El procés de gelatina d'argent és el procés químic més utilitzat en la fotografia en blanc i negre, i és el procés químic fonamental per a la fotografia analògica en color moderna. Per tant, les pel·lícules i els papers d'impressió disponibles per a la fotografia analògica rarament depenen de cap altre procés químic per enregistrar una imatge. Una suspensió de sals de plata en gelatina es recobreix sobre un suport com ara vidre, plàstic o pel·lícula flexible, paper baritat o paper recobert de resina.
Aquests materials fotosensibles són estables en condicions normals de conservació i poden ser exposats i processats fins i tot molts anys després de la seva fabricació. El procés de gelatina de placa seca va ser una millora respecte al procés de placa humida de col·lodió dominant entre les dècades de 1850 i 1880, que s'havia d'exposar i revelar immediatament després del recobriment.

## Història
La gelatina es va utilitzar per copiar les imatges dels daguerreotips el 1845 i Alphonse Louis Poitevin va escriure sobre proves positives de negatius en plaques de gelatina seca el 1850.
A la dècada del 1860, el procés de col·lodió en placa seca (amb gelatina o albúmina) es va descriure com a avantatjós per a la fotografia a l'aire lliure, especialment quan es requerien múltiples preses en diferents llocs o quan hi havia poc temps. Els negatius fets durant les sortides d'estiu podien esperar fins a les llargues nits d'hivern per ser revelats, fixats i impresos. Els temps d'exposició eren llargs en comparació amb el procés humit, però això requeria molt més temps per preparar una placa abans de l'exposició, per revelar, fixar i rentar el negatiu poc després, amb productes químics i una cambra fosca portàtil que s'havia d'arrossegar i instal·lar.
La introducció del procés de gelatina de plata s'atribueix comunament a Richard Leach Maddox, autor de l'article de 1871 An Experiment with Gelatino-Bromide.
El 1873, Charles Harper Bennett va descobrir un mètode per endurir l'emulsió, fent-la més resistent a la fricció. El 1878, Bennett va descobrir que mitjançant un escalfament prolongat, la sensibilitat de l'emulsió podia augmentar considerablement. Mentre que els processos de placa seca abans només es podien utilitzar amb exposicions llargues, les plaques de Bennett van contribuir molt a convertir la fotografia instantània en una pràctica molt comuna.
George Eastman va desenvolupar una màquina per recobrir plaques de vidre el 1879 i va fundar l'Eastman Film and Dry Plate Company el 1881.
William de Wiveleslie Abney i Josef Maria Eder van millorar la fórmula amb clorur de plata .

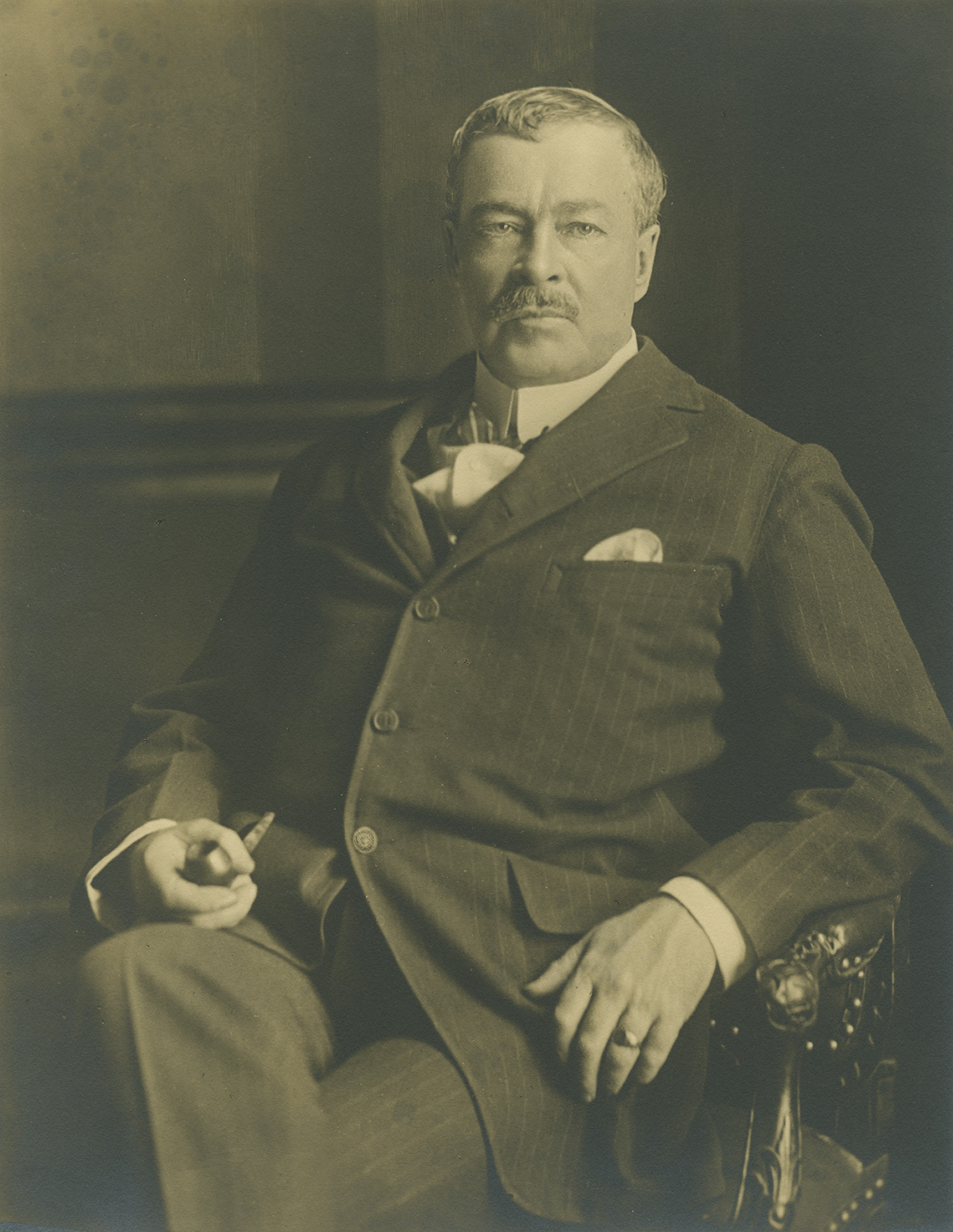
Childe Hassam per James W. Porter, 1913, impressió en plata

El paper d'impressió amb gelatina de plata es va fabricar ja el 1874 de manera comercial, però era de mala qualitat perquè l'emulsió de placa seca es recobria sobre el paper només com a idea posterior. Les màquines de recobriment per a la producció de rotlles continus de paper sensibilitzat ja s'utilitzaven a mitjans de la dècada de 1880, tot i que l'adopció generalitzada de materials d'impressió de gelatina de plata no es va produir fins a la dècada de 1890. Els primers papers no tenien capa de barita, i no va ser fins a la dècada de 1890 que el recobriment de barita es va convertir en una operació comercial, primer a Alemanya, el 1894, i després va ser adquirit per Kodak el 1900.
Tot i que la capa de barita juga un paper important en la fabricació d'impressions llises i brillants, el paper baritat de la dècada de 1890 no produïa la superfície d'impressió brillant o serena que es va convertir en l'estàndard per a la fotografia artística del segle XX. Els agents matificants, els papers texturats i les capes fines de barita que no es calandraven molt produïen un aspecte texturitzat i de baixa brillantor. Els papers de més brillantor es van popularitzar per primera vegada a les dècades de 1920 i 1930, a mesura que la fotografia feia la transició del pictorialisme al modernisme, el fotoperiodisme i la fotografia directa.
La recerca durant els darrers 125 anys ha conduït als materials actuals que presenten una gra baixa i una alta sensibilitat a la llum.

### Cronologia
- 1874 – Primera producció comercial de paper revelador de gelatina (DOP)
- 1885 – Les màquines de recobriment es van utilitzar per primera vegada en la fabricació de DOP de gelatina per a la fabricació de rotlles continus.
- 1894 – Capa de barita afegida a la fabricació comercial de gelatina DOP
- Dècada del 1920 – popularitat creixent dels papers brillants i semibrillants
- Dècada del 1960 – la fotografia en color eclipsa el blanc i negre per primera vegada.

## Tecnologia
La impressió en gelatina de plata o paper de revelat de gelatina (DOP) és un procés d'imatge monocroma basat en la sensibilitat a la llum dels halurs de plata. S'han fet tant per a la impressió per contacte com per a l'ampliació modificant la sensibilitat a la llum del paper. Una breu exposició a un negatiu produeix una imatge latent, que després es fa visible mitjançant un agent revelador. La imatge es fa permanent mitjançant un tractament en un fixador fotogràfic, que elimina els halurs de plata sensibles a la llum restants. I finalment, un bany d'aigua elimina el fixador de la impressió. La imatge final consisteix en petites partícules de plata lligades en una capa de gelatina. Aquesta capa d'imatge de gelatina és només una de les quatre capes que es troben en una impressió típica de gelatina de plata, que normalment inclouen la capa superior, la capa d'imatge, la barita i el suport de paper.
Amb la introducció d'aquest descobriment, quan es volia fer fotografies ja no calia portar una cambra obscura portàtil per tal de poder preparar les plaques immediatament abans de ser usades i poder revelar-les just després de ser exposades.
Gràcies a les plaques de gelatina d'argent, l'únic que calia fer era inserir la placa al suport que es trobava dins la càmera, lliscar el suport per tal de descobrir la placa de gelatina seca, exposar i tornar a cobrir la lent (a partir de 1880 les plaques eren tan sensibles que una exposició d'una fracció de segon solia ser suficient). Tornar a fer lliscar el suport de la placa a la part posterior, extreure la placa de la càmera, emmagatzemar-la i poder esperar fins al moment en què poguessis utilitzar una cambra obscura per revelar les fotografies.

## Requeriments
Per tal de dur a terme aquesta emulsió és necessari:
- Una cambra petita.
- Portaobjectes
- Plaques de vidre
- Gelatina domèstica, sense gust
- Alum de crom per endurir la gelatina
- Agents humectants
- Aigua destil·lada
- Una emulsió líquida
- Safelight amb un Filtre
- Culleres de mesura
- Suports per assecar les plaques
- Guants de goma
- Un termòmetre per la cambra obscura
- Safates de plàstic aptes pel revelatge fotogràfic.
- Paper de revelatge.
- Fixador d'enduriment
- Enduridor d'ús general

## Implicacions
Amb materials de gelatina de plata, comences a fabricar paper i pel·lícules fotogràfiques. Quan es comença al preu del producte baixa i fàcilment accessible, canvia totalment la nostre relació amb la fotografia.
L'ús de plaques fetes a partir de gelatina d'argent va facilitar significativament el procés de pressa de fotografies, particularment paisatges. Aquesta millora va venir donada gràcies a que ja no calia endur-se una preparació prèvia a l'exposició o el revelatge immediat de les plaques abans que l'emulsió s'assequés. Podies endur-te un paquet de plaques de gelatina d'argent seca a un viatge, exposar les plaques, i després, setmanes després, revelar-ho en una cambra obscura.
A més a més d'implicar aquesta avenç, els materials de gelatina de plata van comportar una davallada dels preus dels productes fent-los més accessibles a tothom i provocant un canvi radical de la relació de la societat a la fotografia, ja que el seu ús es va popularitzar. Tothom podia fer fotografies.

## Inconveniències
La problemàtica més gran que ocasiona el mètode de la gelatina d'argent, és el silver mirroring o brillantor metàl·lica, és a dir, l'aparició d'un lustre blavenc arrel del pas del temps, que apareix a la superfície de materials fotogràfics que han utilitzat plata com a base i que forma part del procés d'envelliment d'aquests.
Aquest efecte, generalment apareix únicament en algunes àrees de la fotografia, i es presenta reproduint diversos patrons de distribució relacionats amb les condicions ambientals a les que la fotografia ha estat sotmesa. En molts casos, aquestes brillantors tendeixen a aparèixer a les arrugues, als plecs i a les vores del material.
Aquesta degradació de la imatge fotogràfica, es dona per la oxidació del de la plata quan entra en contacte amb gasos atmosfèrics com ara el sulfur d'hidrogen.